# Raoviḱ
Raoviḱ (en macédonien Раовиќ, en albanais Raoviqi) est un village situé à Saraï, une des dix municipalités spéciales qui constituent la ville de Skopje, capitale de la Macédoine du Nord. Le village comptait 213 habitants en 2002. Il se trouve au sud de l'autoroute qui relie Skopje à Tetovo et de la vallée du Vardar, sur le flanc nord de la chaîne Yakoupitsa. Il est majoritairement albanais.

## Démographie
Lors du recensement de 2002, le village comptait :
- Albanais : 213